# ㅎ
ㅎ是朝鲜语谚文中的一个辅音字母，在韩国的字母表中顺序第十四，被称为“히읗”。
ㅎ的初声读作送气清喉擦音/h/。在ㅑ、ㅕ、ㅛ、ㅠ、ㅖ、ㅒ发音相同。在终声时，与遇上下一个音节的初声为ㄱ、ㄷ、ㅈ时发生读音融合，实际读音分别类似ㅋ、ㅌ、ㅍ、ㅊ。
ㅎ在馬-賴轉寫和文观部式中，作初声时转写为h，作终声时转写为t。
ㅎ在朝鲜语盲文中，作初声时为，作终声时为。其摩尔斯电码为“・－－－”。

## 字符编码
| 種類                | 種類         | 用途 | Unicode | HTML     |
| ------------------- | ------------ | ---- | ------- | -------- |
| 諺文相容字母        | 諺文相容字母 | ㅎ   | U+314E  | &#12622; |
| 諺文字母 應用       | 初聲         |      | U+1112  | &#4370;  |
| 諺文字母 應用       | 終聲         |      | U+11C2  | &#4546;  |
| 漢陽私人 使用區應用 | 初聲         |      | U+F7FC  | &#63484; |
| 漢陽私人 使用區應用 | 終聲         |      | U+F8F2  | &#63730; |
| 半形字母            | 半形字母     | ﾾ    | U+FFBE  | &#65470; |